# Goli Vrh, Krško
Goli Vrh je naselje v Občini Krško.